# Breuilh

Breuilh este o comună în departamentul Dordogne din sud-vestul Franței. În 2009 avea o populație de 228 de locuitori.

## Evoluția populației
| An        | 1975 | 1982 | 1990 | 1999 | 2006 | 2009 |
| --------- | ---- | ---- | ---- | ---- | ---- | ---- |
| Populație | 123  | 123  | 161  | 199  | 213  | 228  |